# パレルモ (ブエノスアイレス)
パレルモ(Palermo)は、アルゼンチンの首都ブエノスアイレス自治市の北東部にある地区（バリオ）である。単独でコムーナ14を構成する。ブエノスアイレスでもっとも重要な地区のひとつである。
北にはベルグラーノ地区が、南にはアルマグロ地区やレコレータ地区が、西にはビジャ・クレスポ地区やコレヒアレス地区がある。東側にはラプラタ川が流れている。面積は15.9km2であり、ブエノスアイレス自治市の地区（バリオ）の中で最大の面積を誇る。1991年の人口は256,927人であり、2010年の人口は225,970人である。

## 歴史
聖ベネディクト・ザ・ムーア修道院から変更された「パレルモの聖ベネディクト修道院」という、現存するフランシスコ会の修道院が地区名の由来である。聖ベネディクト・ザ・ムーアは1526年から1589年に生きた、イタリア・シチリア島の州都パレルモの補助守護聖人である。地区名称の由来にはいくつかの説があるが、1580年にブエノスアイレスが築かれてすぐの16世紀後半、フアン・ドミンゴ・パレルモという名前のイタリア系移民によって現在のパレルモ地区の土地が購入されたとする説が、ジャーナリストの間で支持されている。ブエノスアイレス州知事のフアン・マヌエル・デ・ロサスが当地に邸宅を建設したが、1852年にイギリスに亡命したため、ロサスの所有地は没収された。
地区は19世紀の終わり1/3の間に開発された。特に1860年代末から1870年代前半のドミンゴ・ファウスティーノ・サルミエント大統領の在職期間に集中的に整備された。1874年、パレルモの森（2月3日公園）とブエノスアイレス動物園が開園し、1876年にはパレルモ競馬場が開場したが、いずれもロサスの土地を開発したものである。1898年にブエノスアイレス植物園が開園、1948年にはホルヘ・ニューベリー空港が開港し、1966年にガリレオ・ガリレイ・プラネタリウム、ブエノスアイレス浄水場、いくつかのスポーツクラブが相次いで開かれ、1967年にブエノスアイレス日本庭園が開園した。

## 小区分

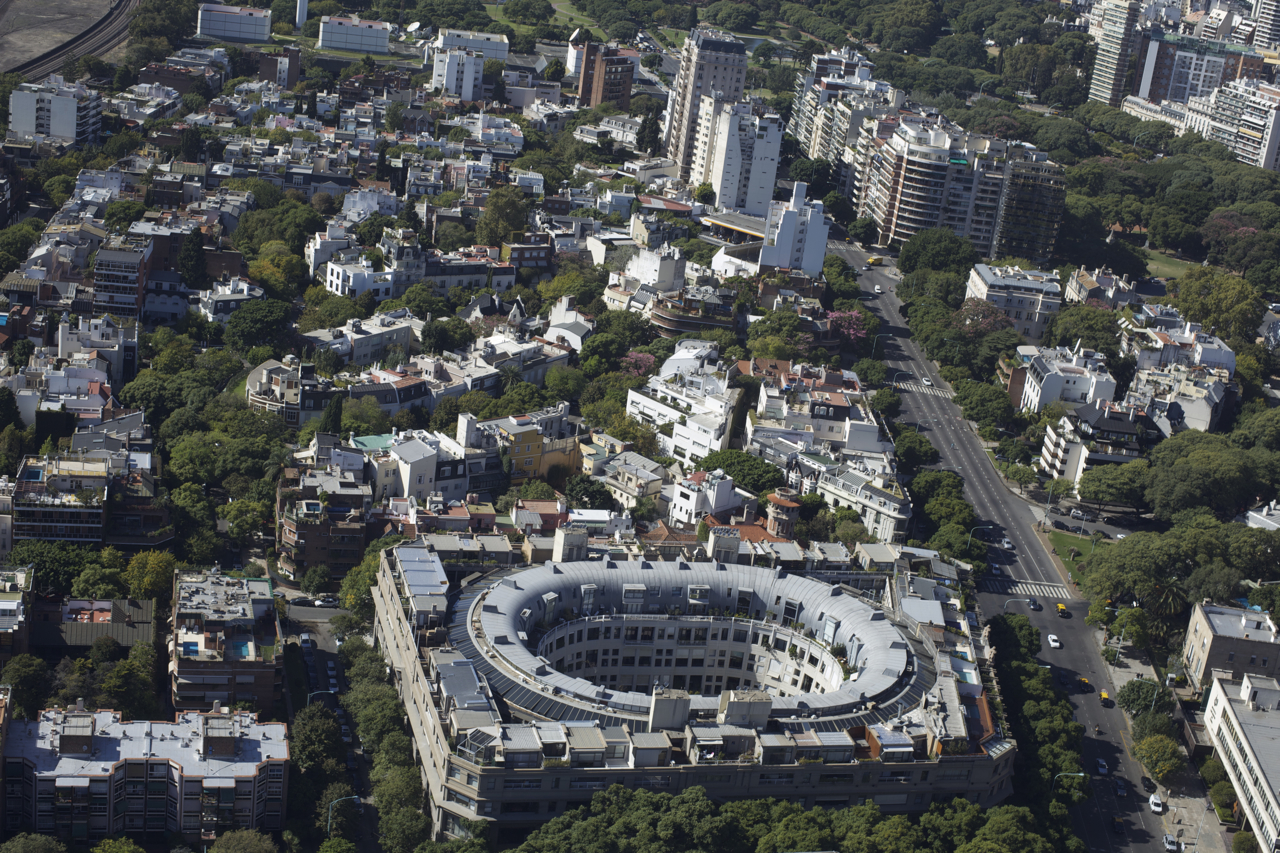
バリオ・パルケ地区とパレルモ・チコ地区

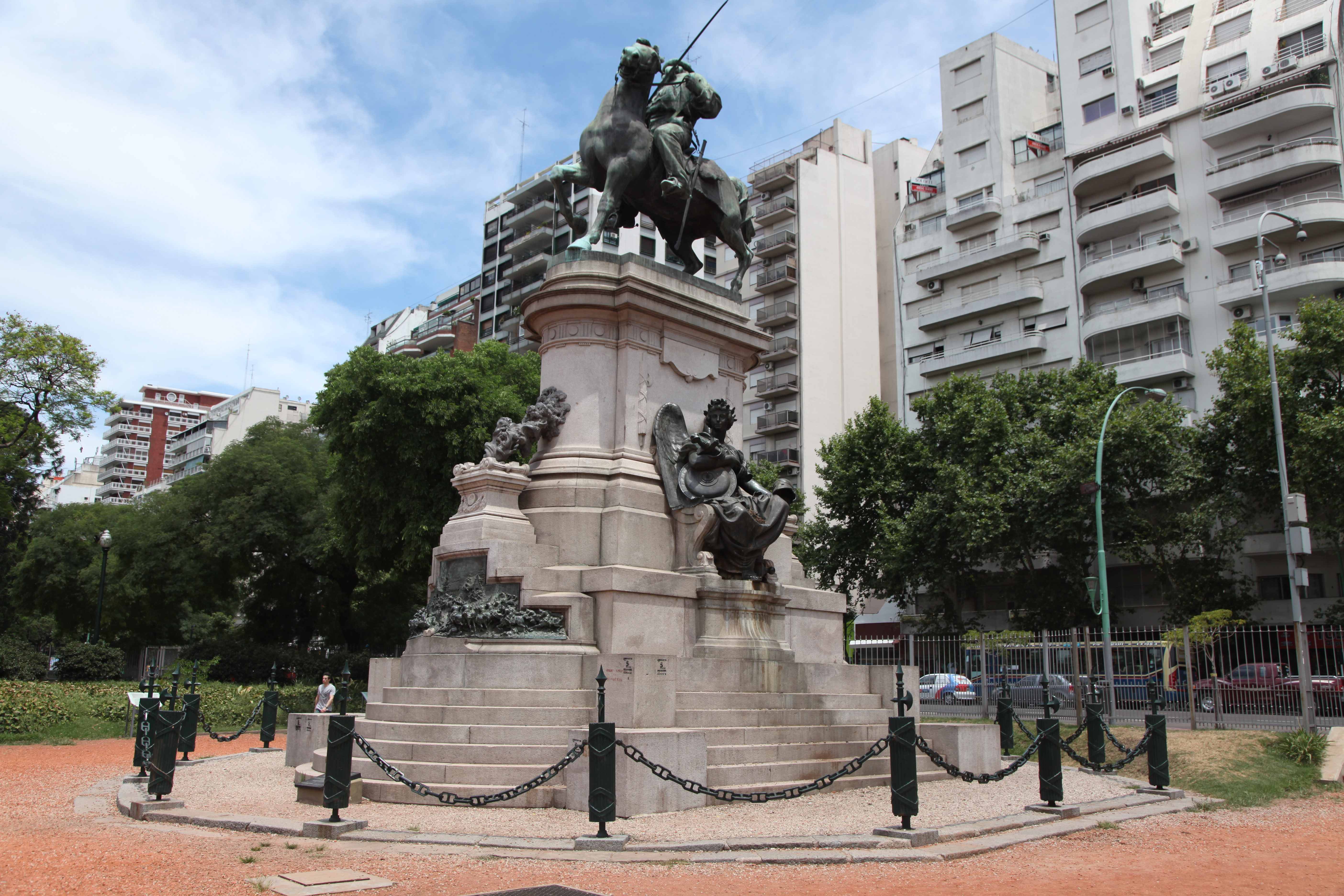
旧市街を象徴するジュゼッペ・ガリバルディのモニュメントとイタリア広場

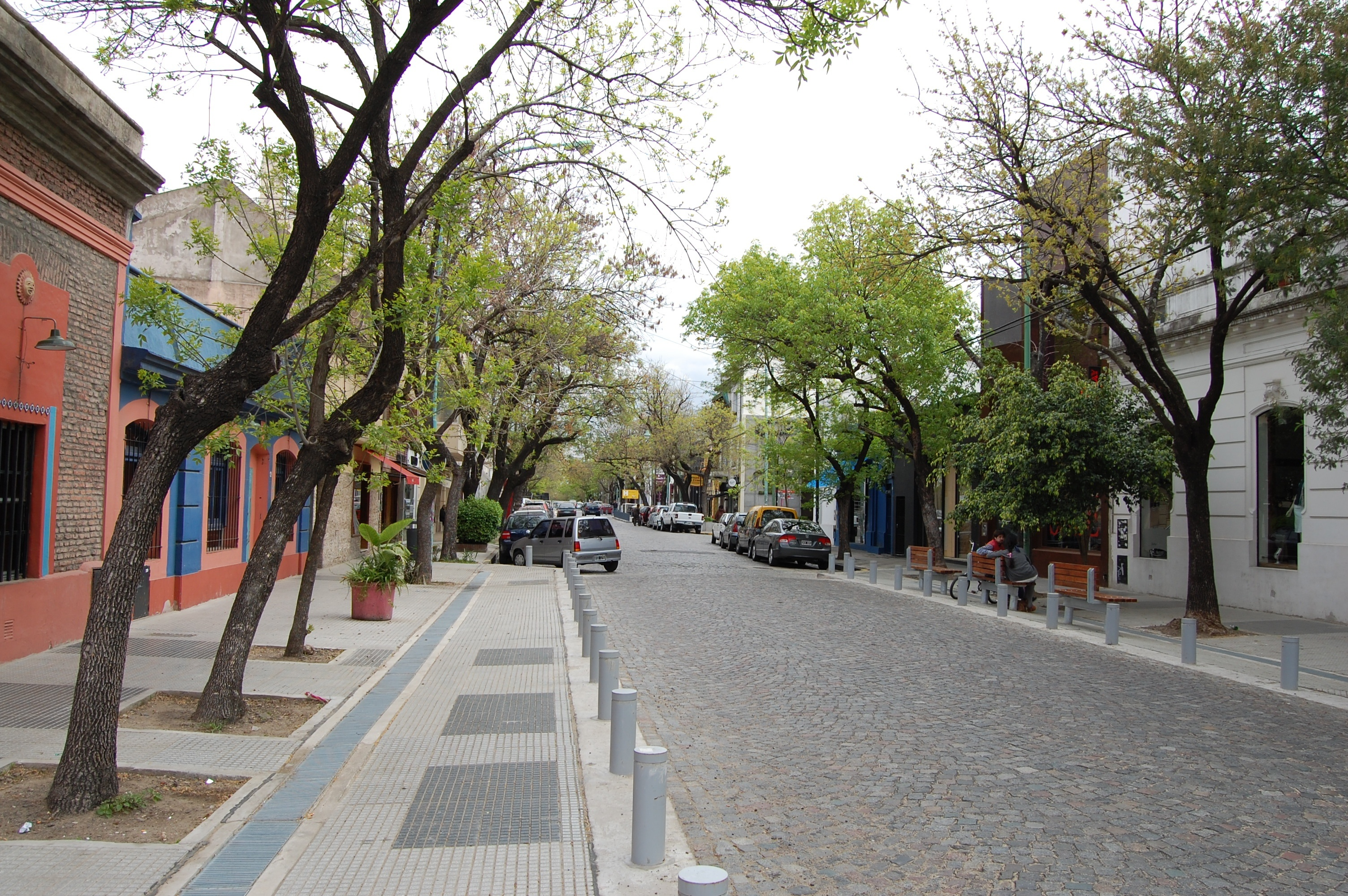
パレルモ・ソーホー地区の典型的な道路舗装

公式地図上ではひとつの地区（バリオ）として表記されるが、パレルモは対照的でとても個性的ないくつかの小地区に分けることができ、そのほとんどは明確に境界を定めることができる。

### パレルモ・チコとバリオ・パルケ
パレルモ地区でもっとも高級な小地区は「パレルモ・チコ」（小パレルモまたは高級パレルモの意味）であり、フィゲロア・アルコルタ通りを越えて、パレルモ地区の北東端の、サン・マルティン通りとタグレ通りの間にある。
パレルモ・チコの隣にある「バリオ・パルケ」は完全に居住地区であり、ランドスケープアーキテクトのカルロス・タイスによる曲がりくねった道路配置の街である。富裕者や著名人の多くがこのバリオ・パルケに自宅を持ち、数多くの大使館やサン・マルティン国立研究所などもこの小地区内にある。かつては全体の1/4には広大な私有庭園を持つ豪勢な邸宅があったが、その多くは不動産開発業者によって取り壊されている。この小地区は依然として市内でもっとも裕福な地区のひとつだが、現在も高級邸宅や高級アパート開発が行なわれている。ラテンアメリカ芸術博物館(MALBA)はバリオ・パルケとパセオ・アルコルタ・ショッピングセンターの隣に位置している。

### アルト・パレルモとパレルモ・ノルテ
ラス・エラス公園とアルト・パレルモ・ショッピングセンターを中心にして、パレルモのダウンタウンである「アルト・パレルモ」（高パレルモの意味）が広がる。アルト・パレルモは主要なショッピングエリアであり、サンタフェ通り周辺は交通の拠点である。アルト・パレルモはパレルモ地区の最東端にあり、バリオ・ノルテの一部として知られるレコレータ地区と接している。
「パレルモ・ノルテ」（北パレルモの意味）はパレルモ・チコ北西のリベルタドール通りに沿って位置しており、アルゼンチン自動車クラブや国立装飾芸術博物館などのランドマークが存在する。グエメス広場周辺部のビジャ・フロイトは居住地区であり、ジークムント・フロイト（オーストリアの精神分析医）に由来する名の通り、精神分析医や精神科医が高密度に存在していることで知られる。

### パレルモ・ヌエボ
「パレルモ・ヌエボ」（新パレルモの意味）は北西部分のリベルタドール通りに沿ってパレルモ・ノルテと境界を接しており、「アルゼンチンの4地域のモニュメント」の周囲に集中している。このモニュメントは1910年にスペイン系アルゼンチン人のコミュニティによって建てられ、一般に「スペインのモニュメント」と呼ばれている。ブエノスアイレス動物園、ブエノスアイレス植物園、ラ・ルーラル博覧会会場、アメリカ大使館とアメリカ大使公邸、ブエノスアイレス日本庭園、2月3日公園（ボスケス・デ・パレルモまたはパレルモの森として知られる）、などがこの小地区に位置している。フランス・パリのブーローニュの森とオーストリア・ウィーンのプラーター公園に閃きを得たパレルモの森は市内最大の緑地であり、内部にはバラ園、エドゥアルド・シボリ博物館、ガリレオ・ガリレイ・プラネタリウムなどのランドマークがある。

### ラス・カニータスとラ・インプレンタ
20世紀初頭、リベルタドール通りに沿って北西側の「ラス・カニータス」は借家が並ぶ地区だったが、それ以降、特にパレルモ競馬場とアルゼンチン・ポロ競技場の近くは高層住宅、レストラン、バルなどが並ぶ高級地区となった。1990年にはポロ競技場のすぐ東側にキング・ファハド・イスラーム文化センターが建設された。中央軍事病院や軍事地理院などの軍事施設や擲弾騎兵連隊の本部は、ポロ競技場の南側に位置している。
「ラ・インプレンタ」はラス・カニータスの西側にあり、ベルグラーノ地区と接している。ラ・インプレンタにあるもっとも有名なランドマークは、サン・ベニート・アバド教区教会であり、「ソラール・デ・ラ・アバディア」ショッピングギャラリーの地区である。

### パレルモ・ビエホ
その名が示す通り、「パレルモ・ビエホ」（古パレルモ）はパレルモ地区内でもっとも古い小地区である。サンタフェ通り南部からコルドバ通りまで、またドレーゴ通り東部からコロネル・ディアス通りまでがパレルモ・ビエホの範囲である。この小地区はパレルモ・ビエホ広場が中心となっている。建物は古いコロニアル・リバイバル建築様式を反映させ、現代的な要素を組み合わせて「再生利用」されていることが多い。2011年には、旧GIOLワイナリーの建物を改装した国立科学技術研究評議会(CONICET)の新本部が完成し、近年における再生利用の傾向の顕著な例となっている。
かつてこの小地区にはホルヘ・ルイス・ボルヘス（作家・小説家）やチェ・ゲバラ（革命家）などの著名人が住み、実際にボルヘスはこの静かな区域で詩を書いた。ボルヘスの詩「Fundacion mitica de Buenos Aires」（ブエノスアイレス設立神話）は、彼が幼少時代を過ごした家に隣接するありふれた広場（グアテマラ通り、セラーノ通り、パラグアイ通り、グルチャガ通りと接している）を、観光客に人気のランドマークにした。この小地区は歴史的に居住地区であり、ポーランド系、ドイツ系、ウクライナ系、レバノン系の移民コミュニティ、また古いスペイン系家族やイタリア系家族に人気がある。彼らの伝統は地元のレストラン、教会、学校、文化センターに反映されている。

### パレルモ・ソーホー
「パレルモ・ソーホー」はパレルモ地区の南西端にある小地区であり、パレルモ・ビエホの一角にあるセラーノ広場（公式にはコルタサル広場）周辺の小さな区域である。ファッション、デザイン、レストラン、バール、ストリート・カルチャーなどに象徴される最近流行りの区域である。多くのカフェやレストランの雰囲気は型にはまらないよう努力しており、外国人観光客に加えて上位中産階級のアルゼンチン人、若者に特に人気の高い地区を形成している。伝統的な低層の住宅はブティックやバルなどに馴染み、ボヘミア風の雰囲気を形成している。広場では工芸品フェアが開催される。

### パレルモ・ハリウッド
1990年代半ばのテレビプロデューサーやラジオプロデューサーの多くは、パレルモ・ビエホにあるコルドバ通り、サンタフェ通り、ドレーゴ通り、フアン・B・フスト通りの周囲に落ち着いたため、この区域はパレルモ・ハリウッドと呼ばれるようになった。現在、パレルモ・ハリウッドはレストラン、クラブ、カフェ、活発な夜の娯楽施設が集中することでよく知られている。最古のクラブはクルブ・アトレティコ・パレルモである。

## 交通
ブエノスアイレス地下鉄のD線はサンタフェ通りやカビルド通りの地下を走っており、パレルモ地区内にはブルネス駅、スカラブリーニ・オルティス駅、プラーサ・イタリア駅、パレルモ駅、ミニストロ・カランサ駅、オジェーロス駅（コレヒアレス地区との境界）などの駅がある。D線以外の路線はパレルモ地区内を走っていないが、将来的にはF線やI線がパレルモ地区内に建設される予定である。また、レティーロ地区のレティーロ駅を起点とする3つの通勤路線がパレルモ地区内を走っている。ミトレ線の2路線（レティーロ駅からブエノスアイレス州・サン・マルティンのホセ・レオン・スアレス駅まで、レティーロ駅から同州・ティグレのティグレ駅まで）と、サン・マルティン線の1路線（レティーロ駅から同州・ピラールのピラール駅まで）である。地区内には計5つの鉄道駅がある。

## ギャラリー

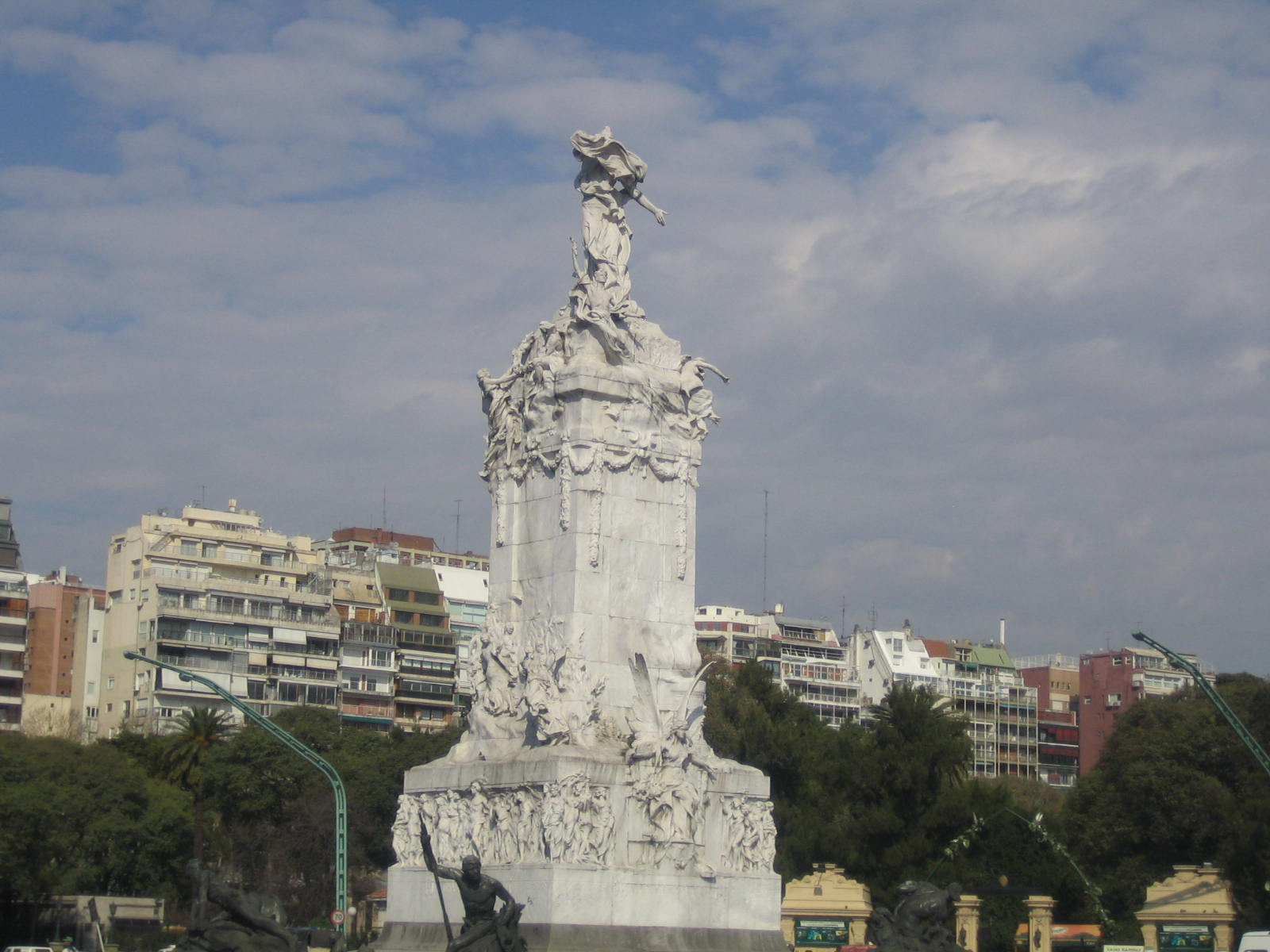
アルゼンチンの4地域のモニュメント
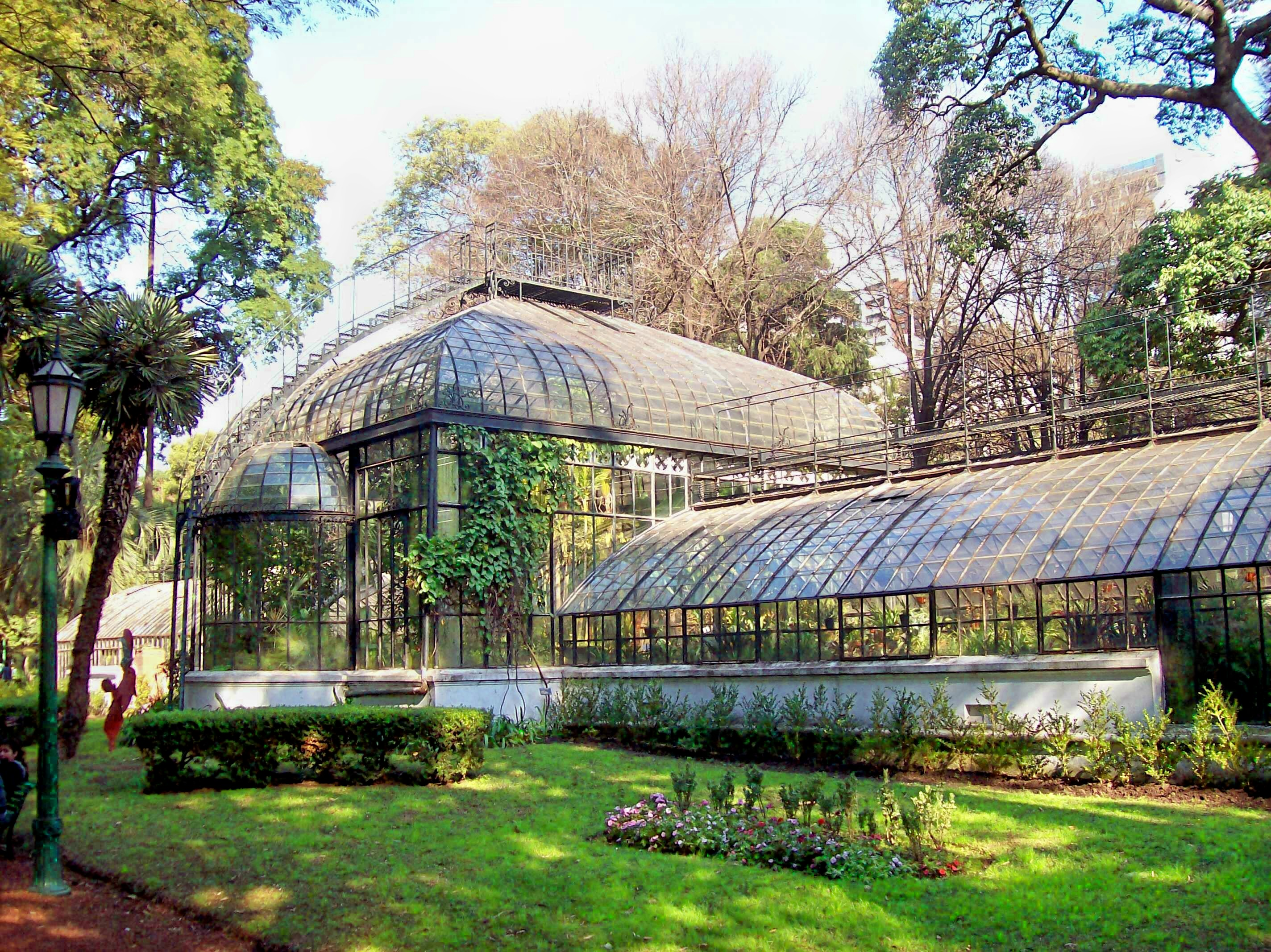
ブエノスアイレス植物園
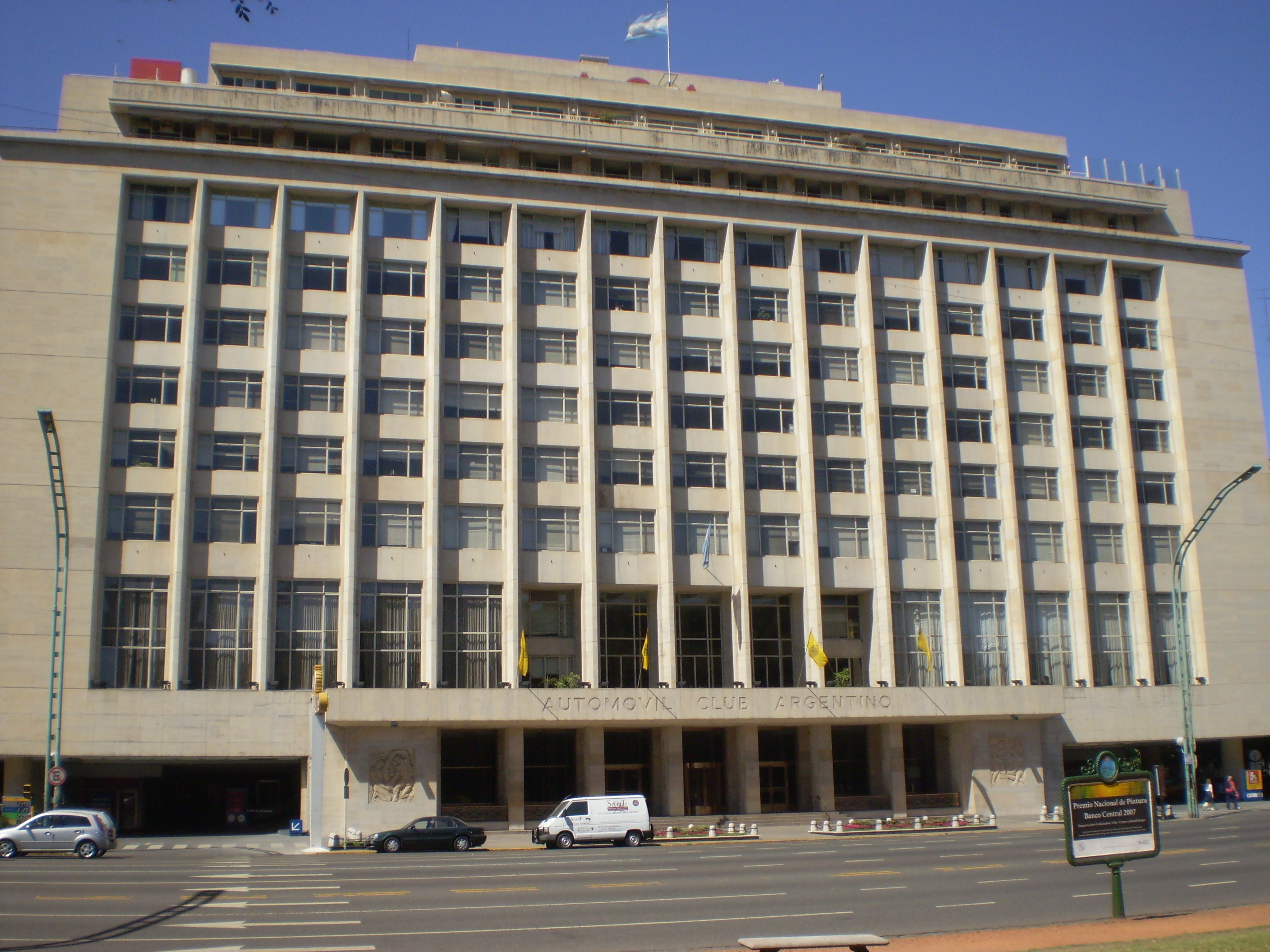
アルゼンチン自動車クラブ
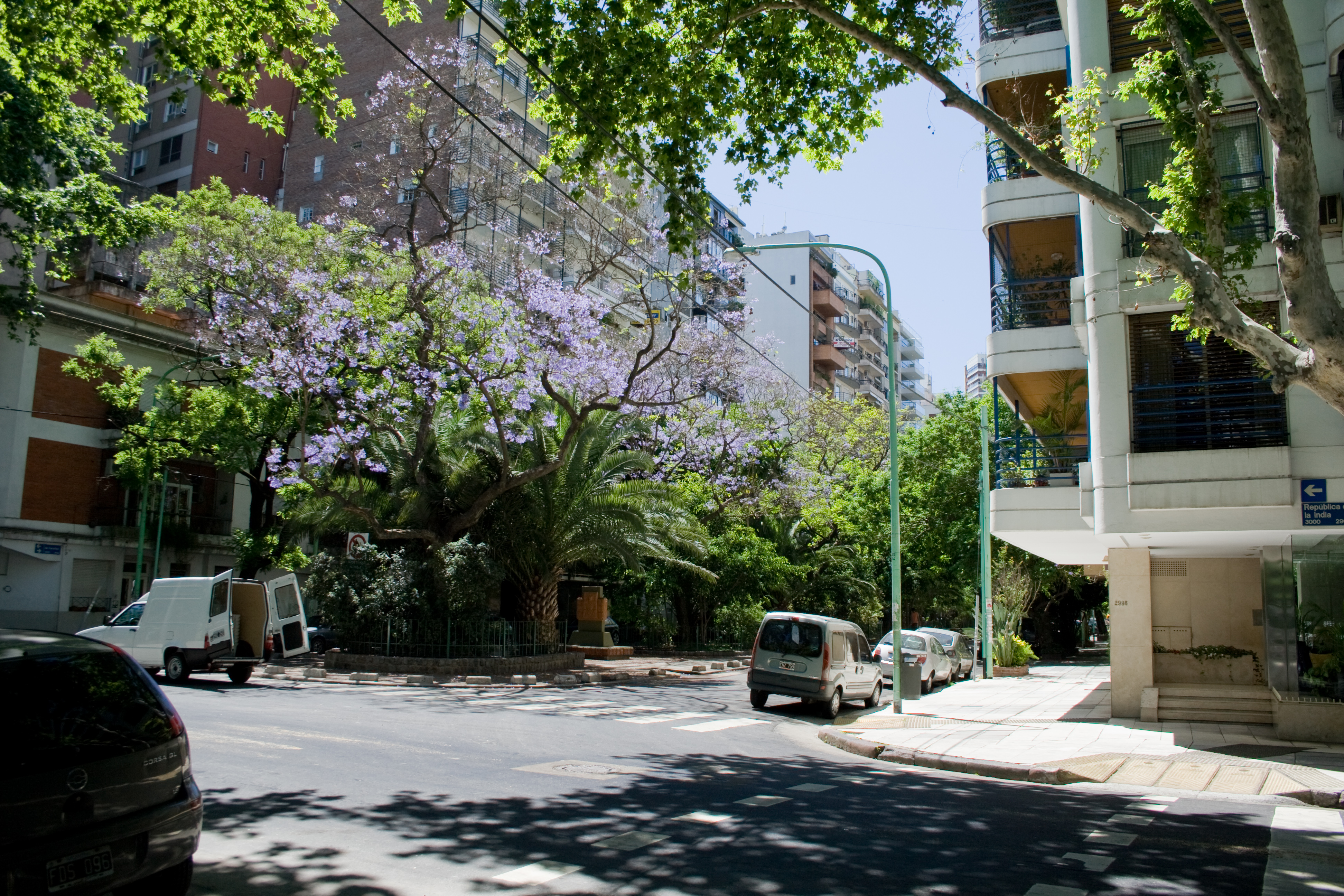
インディア通りとセルビーニョ通り
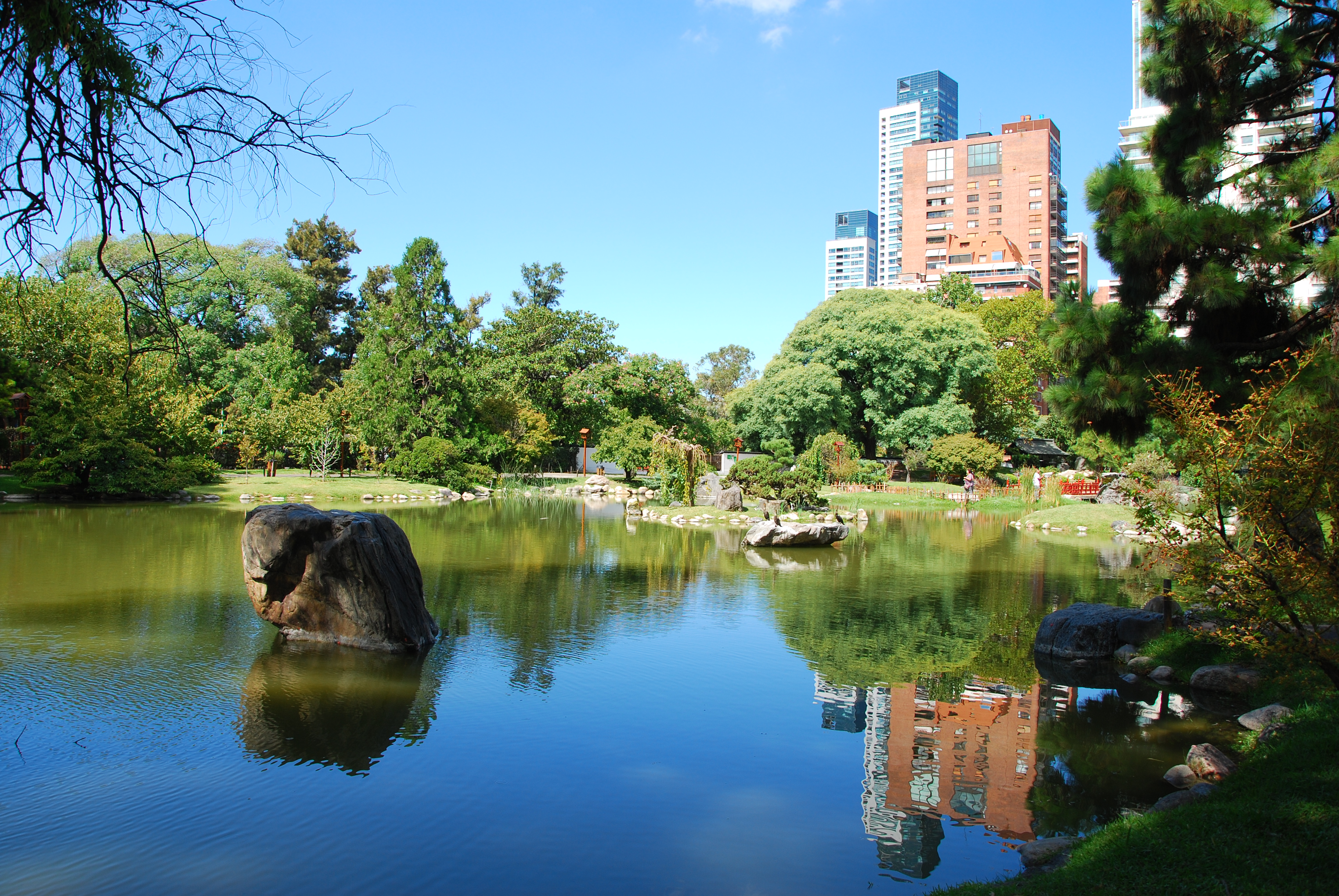
ブエノスアイレス日本庭園（日本国外では最大）
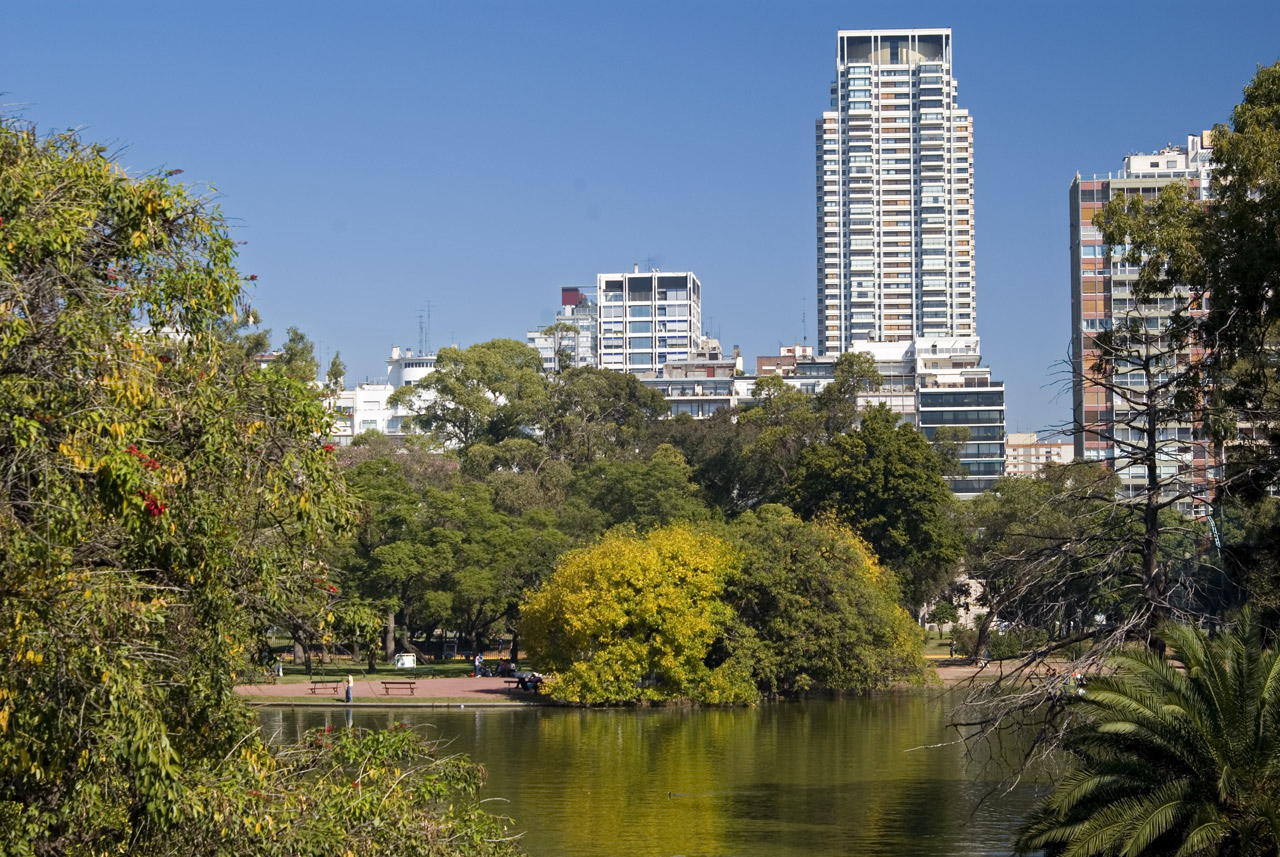
バラ園とパレルモ・ヌエボの高層住宅
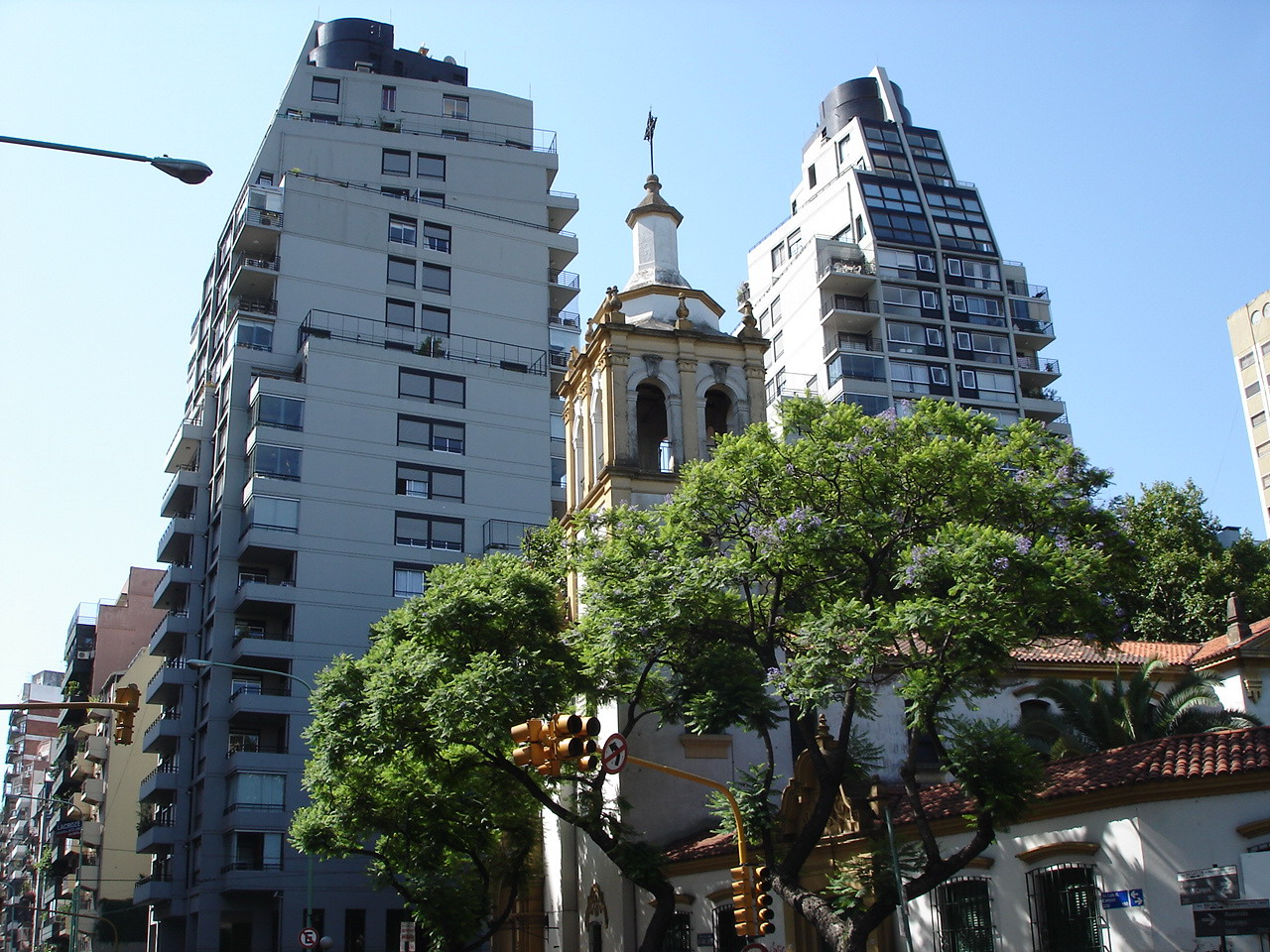
アデーラ通り地区
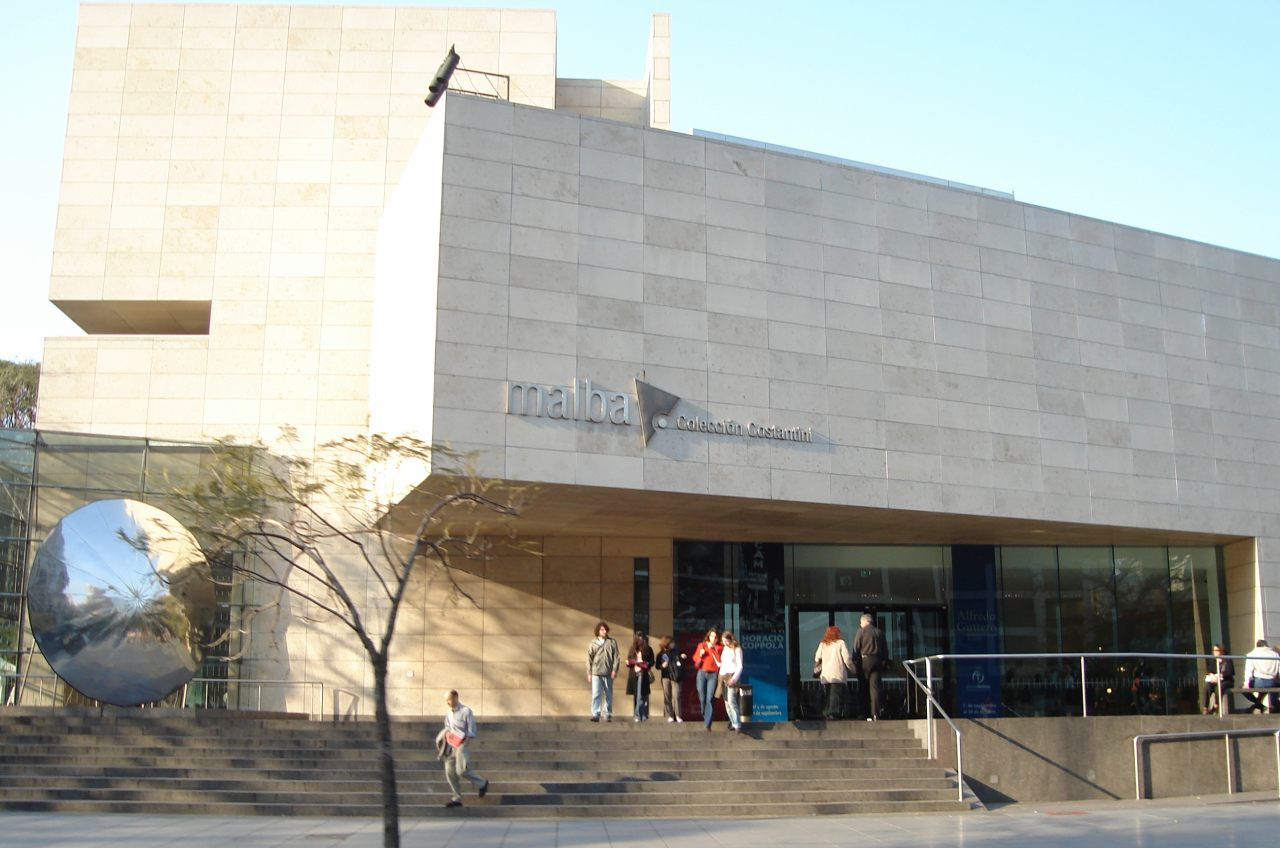
ラテンアメリカ芸術博物館(MALBA)
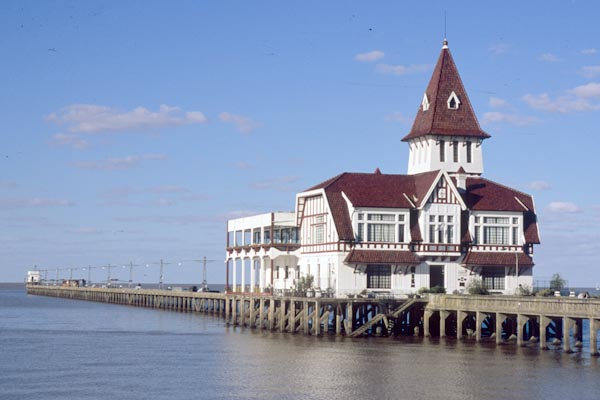
釣り人クラブ
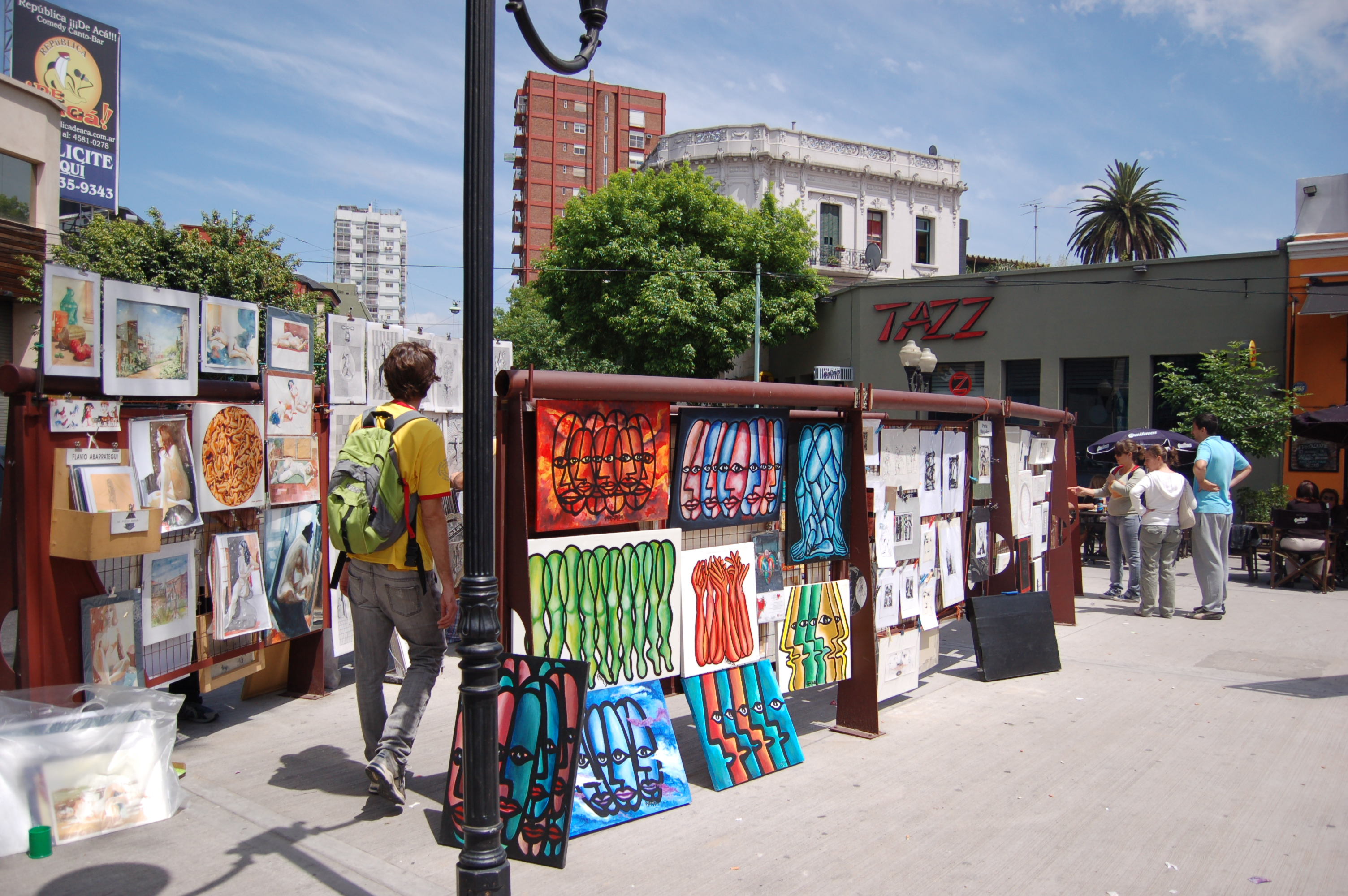
コルタサル広場
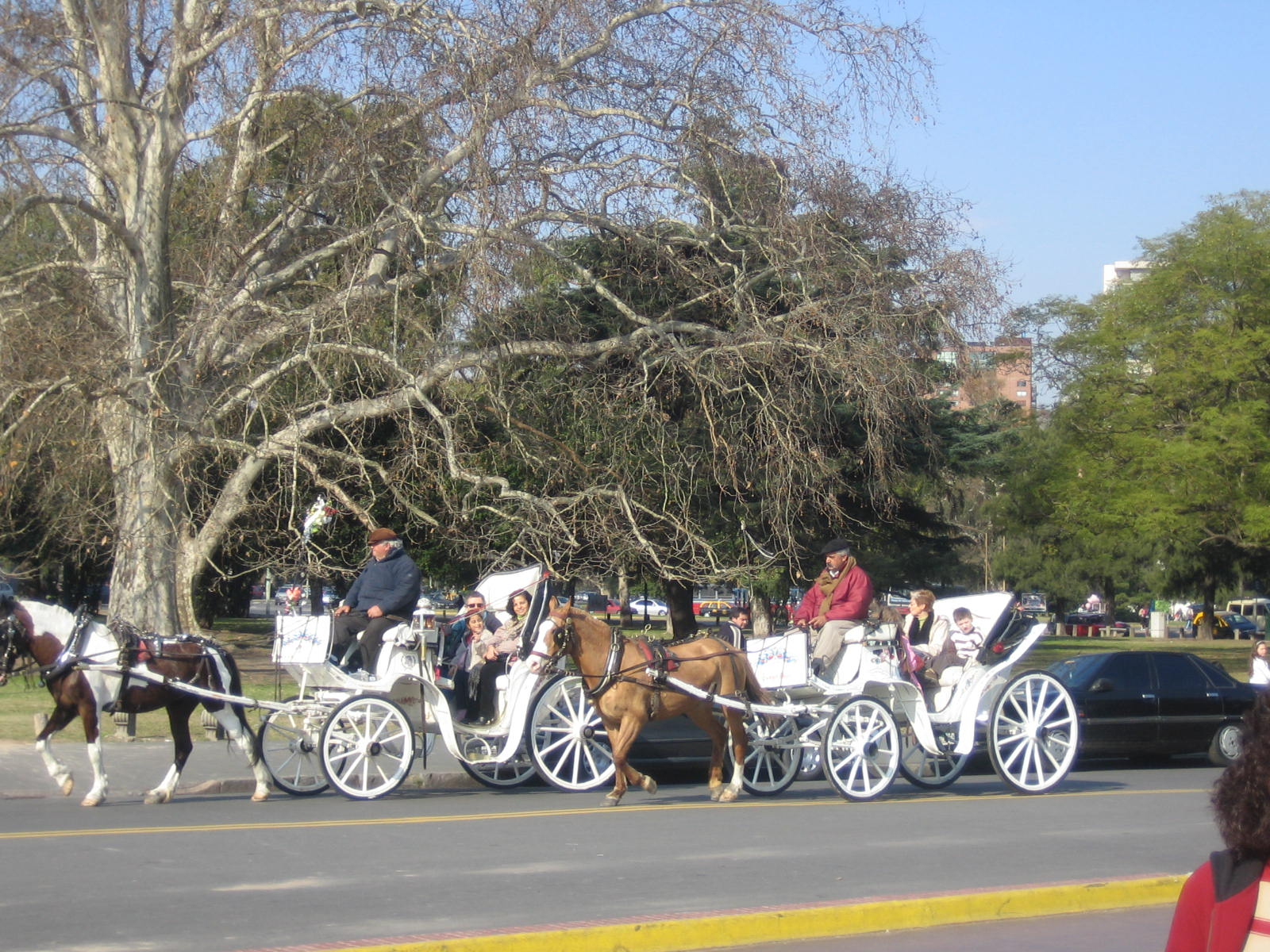
バラ園付近を走る軽装馬車
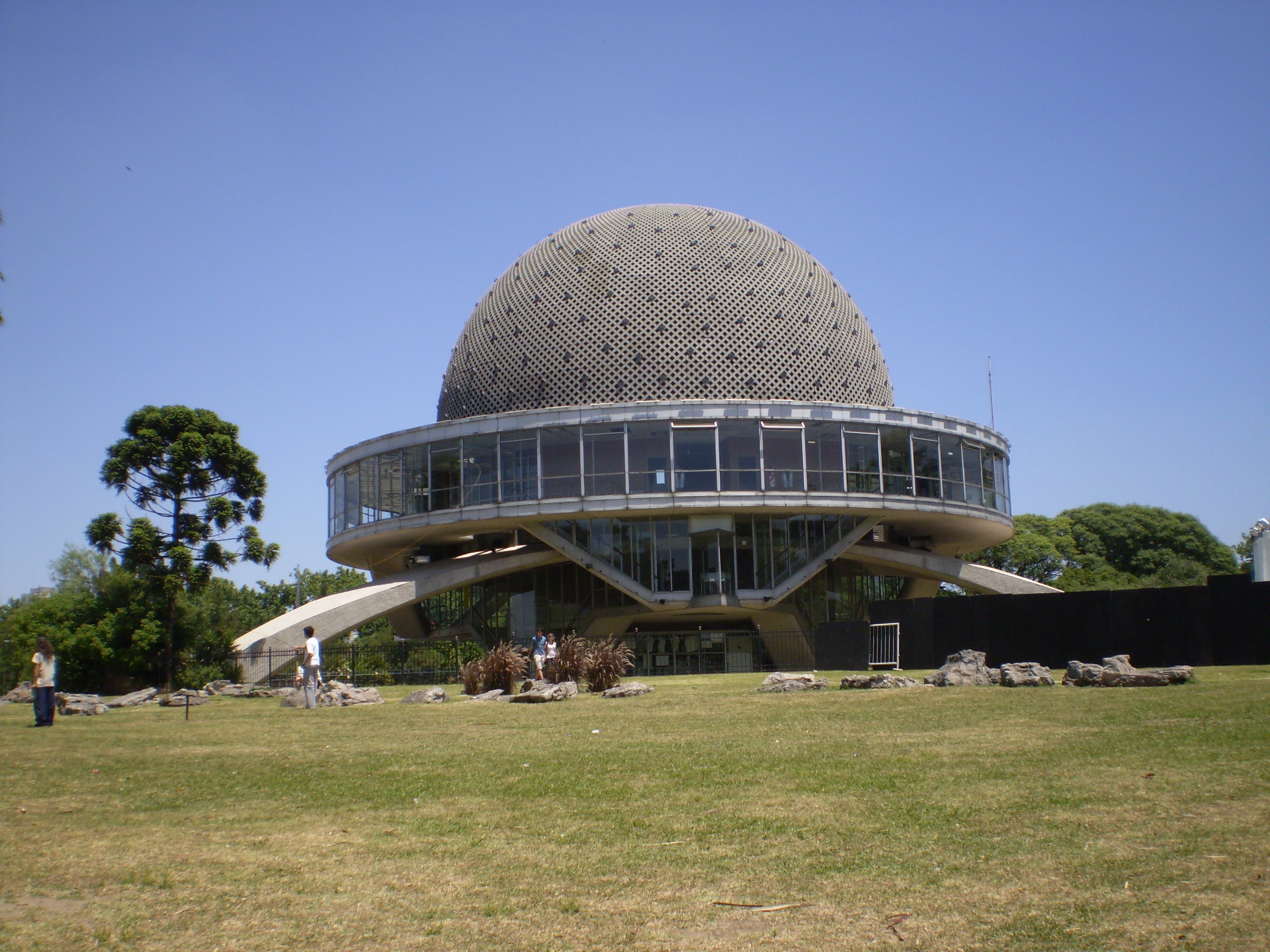
ガリレイ・プラネタリウム
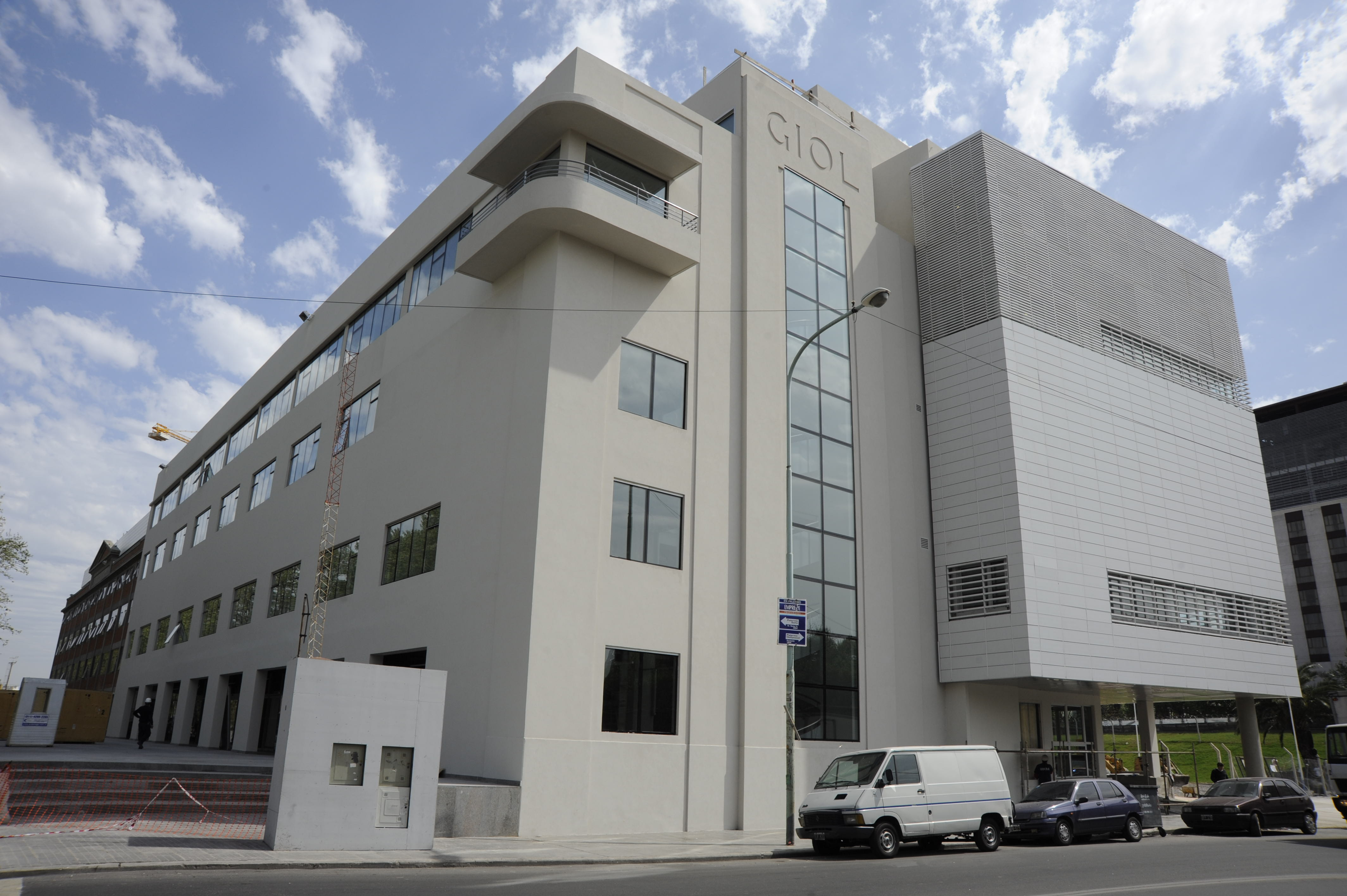
国立科学技術研究評議会(CONICET)の研究センター
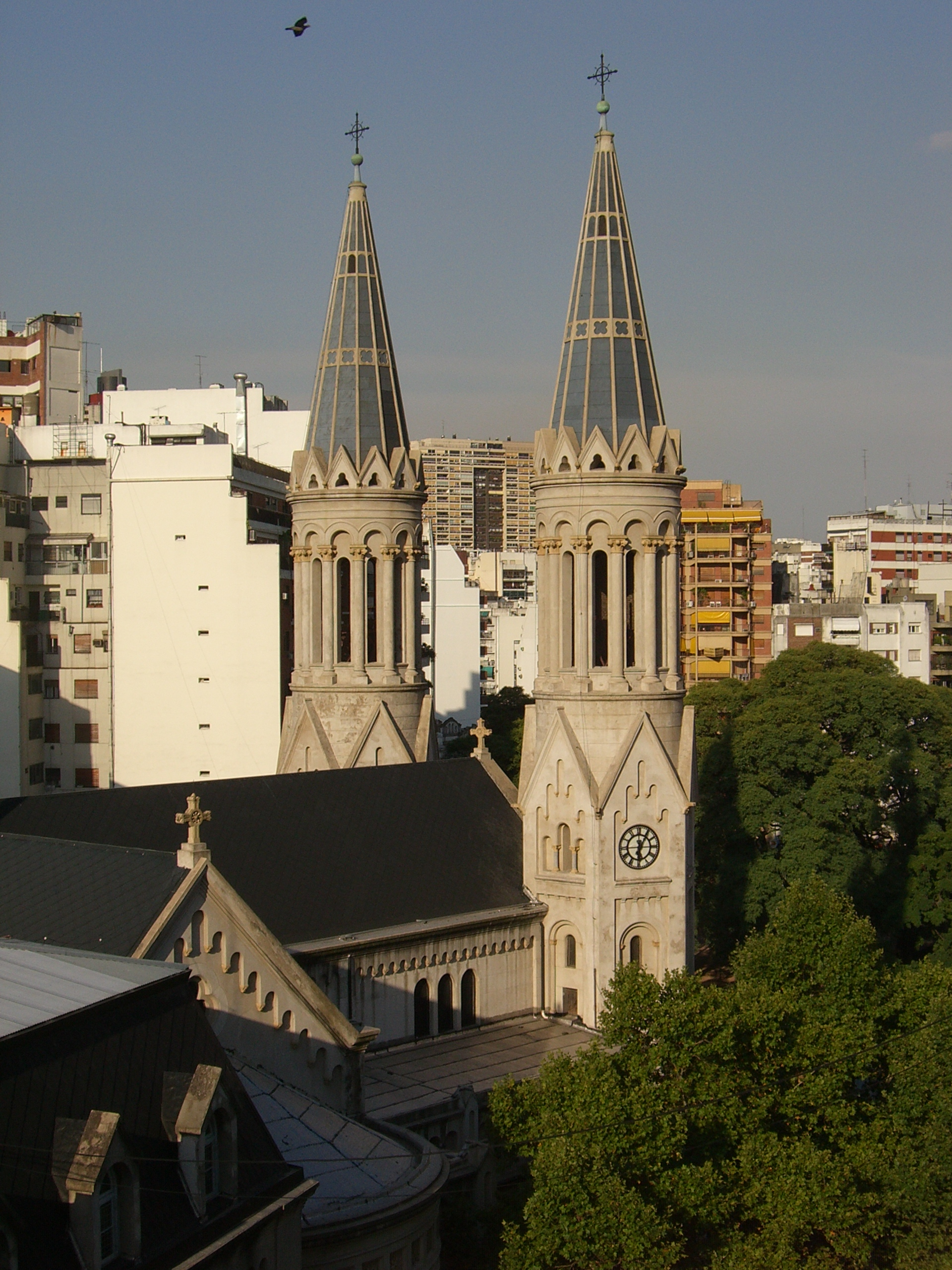
教区教会とグエメス広場
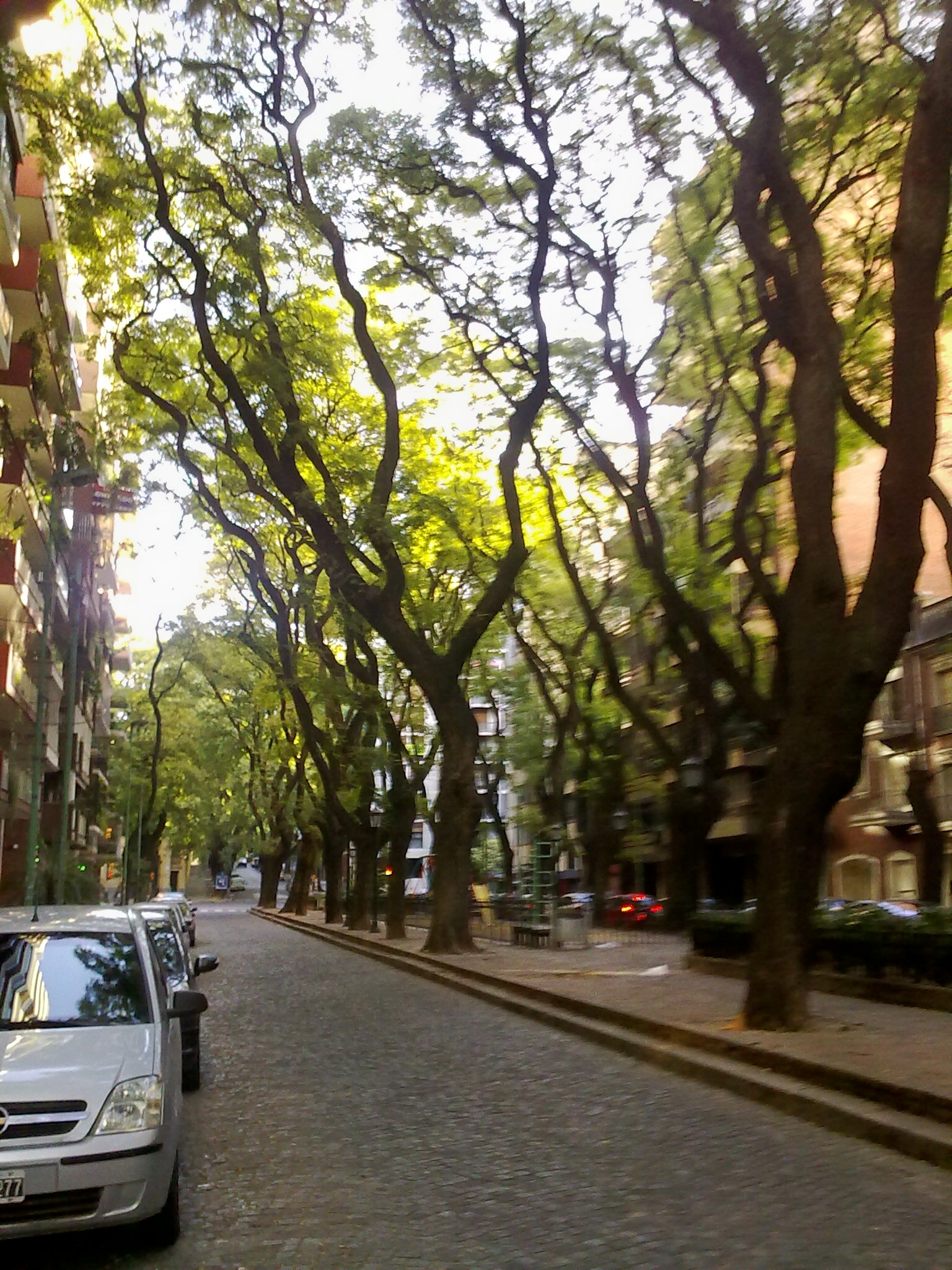
オジェロス・ボウレバルドの閑静な並木道